# Buddy Van Horn
Buddy Van Horn (n. 20 august 1929, Los Angeles, California, SUA – d. 11 mai 2021, Los Angeles, California, SUA) a fost un cascador de film și regizor american. El a fost o lungă perioadă dublură a lui Clint Eastwood în scenele de cascadorii, dar a și regizat trei filme de acțiune cu Eastwood: Any Which Way You Can, Inspectorul Harry și jocul morții și Cadillacul roz. El i-a dublat pe Gregory Peck și Guy Williams în serialul Zorro al companiei Disney și, mai recent, în filmul Million Dollar Baby (2004), regizat de Clint Eastwood.

## Filmografie

### Actor
- Escape to Burma (1955)
- The Beguiled  (1971)
- Bite the Bullet  (1975)
- Pale Rider  (1985)
- Shakedown  (1988)

### Regizor
- Any Which Way You Can (1980)
- Inspectorul Harry și jocul morții (1988)
- Cadillacul roz (1989)